# Libertas ecclesiae
Libertas Ecclesiae (Libertad de la Iglesia en latín) fue una bula papal promulgada por el papa Gregorio VII en 1079. Establecía que el Papado no debía someterse al Imperio y al mundo laico. Si bien el papa no era elegido por el imperio, su elección estaba sujeta, hasta 1058, a la aprobación del Emperador. A partir de la promulgación de la bula, la elección del Papa estuvo reservada exclusivamente al colegio cardenalicio.